# Franklin Boccia
Franklin Rafael «Anki» Boccia Romañach (Bella Vista Norte, 12 de abril de 1945-Asunción, 26 de septiembre de 2015) fue un ingeniero y político paraguayo. Dirigente liberal, fue convencional constituyente en 1992, diputado nacional por Asunción de 1998 a 2003 y director de Itaipú Binacional de 2012 a 2013. Es principalmente reconocido por su lucha contra la dictadura de Alfredo Stroessner.

## Primeros años

### Familia
Franklin Rafael Boccia Romañach nació el 12 de abril de 1945 en Bella Vista Norte, departamento de Amambay, hijo de Rafael José Boccia Paccini y Juana Romañach Ocariz. Sus abuelos, Gerardo Boccia y Josefina Paccini, fueron inmigrantes italianos.

### Matrimonios e hijos
La primera esposa de Boccia fue María Cristina Silveiro, con quien tuvo dos hijos, Franklin Gerardo y Rafael Damián. En 1988 contrajo matrimonio con Celeste Amarilla, con quien tuvo una hija llamada Juliana María.

## Trayectoria laboral y política
Durante la dictadura, Boccia participó en la organización de marchas que protestaban contra esta, reclamando una transición a la democracia. En una de las últimas, la Marcha por la Vida de diciembre de 1988, Boccia fue fotografiado peleando contra oficiales de policía, usando sus movimientos de taekwondo.
Luego del fin de la dictadura, Boccia fue electo convencional constituyente en 1992, participando así de la redacción de la actual Constitución Nacional. En 1998 fue electo diputado nacional, representando al distrito capital. En 1999, Boccia participó del Marzo paraguayo, enfrentando a los policías y oviedistas armados junto a los jóvenes y campesinos que protestaban el asesinato del vicepresidente Luis María Argaña. Boccia votó a favor de la destitución del presidente Raúl Cubas, lo que dio fin a la inestabilidad social en el país.
En junio de 2012, al llegar Federico Franco a la presidencia, Boccia fue designado director del lado paraguayo de Itaipú Binacional, ejerciendo el cargo hasta agosto de 2013.

## Fallecimiento
Boccia falleció a causa de un paro cardíaco el 26 de septiembre de 2015, en el sanatorio La Costa de Asunción.
En 2017, una calle de Asunción fue nombrada «Ing. Anki Boccia», en su honor.